# Pseudostellaria multiflora
Pseudostellaria multiflora är en nejlikväxtart som beskrevs av Yong No Lee. Pseudostellaria multiflora ingår i släktet Pseudostellaria och familjen nejlikväxter. Inga underarter finns listade i Catalogue of Life.